# Gabriel Expilly
Pour les articles homonymes, voir Expilly.
Pierre Gabriel Expilly (né vers 1630, mort vers 1690) est un joueur de viole et un compositeur.

## Biographie
L’origine et l’éducation de Gabriel Expilly sont inconnus. Le nom est d'origine savoisienne (Savoie, Isère).

### Sous-maître de la Chapelle du roi
Son premier emploi connu est celui de sous-maître de la chapelle royale de Versailles. Le décès de Jean Veillot avait été l’occasion de renouveler la charge de sous-maître, qui avait été à cette occasion divisée en quartiers (trimestres). En deux étapes semble-t-il, les postes échurent à Thomas Gobert, Pierre Robert, Henry Du Mont et Gabriel Expilly. Pour Expilly son quartier semble résulter du dédoublement de la charge semestrielle d’abord échue à Thomas Gobert et avoir fait l’objet d’un concours en 1663, si l’on en croit ce qu’écrit Pierre Perrin dans la préface de ses Cantica pro capella regis (1665) :
S’il luy plaist [à Louis XIV] de se ressouvenir du succès qu’ont eu plusieurs de ces cantiques, lorsqu’ils ont été chantez dans sa Chapelle ; entr’autres celuy du Martyr que luy fit entendre le sieur Expilly, lors de sa concurrence à la maistrise, qui ravit toute vostre cour, & qui fit dire à Votre Majesté qu’il avait combattu avec des armes avantageuses ; & en suitte ceux dont il l’a régalée pendant son quartier, de Sainte Anne & de la Vierge martyre...
Expilly tenait le quartier de juillet à septembre ; il reçoit des gages de 1650 lt pour son quartier de 1664, qui inclut ses gages personnels, la nourriture et l’entretien des pages. En 1666 ses gages ne sont plus que de 450 lt. Il se démet en juillet 1668 sans qu’on connaisse la cause de son départ. À ce moment, la charge de sous-maître reste divisée par quartier mais avec deux sous-maîtres en alternance (Pierre Robert et Henry Du Mont).

### Joueur de viole de la Chambre du roi
Expilly devient alors joueur de viole de la Chambre du roi. Il est cité à plusieurs reprises dans les rôles de paiement de la Chambre, à 600 lt par an. Vers 1678, il travaille aux côtés de Charles Le Camus, puis vers 1688 avec Étienne Lemoyne, successeur du précédent, tous deux joueurs de viole,.
Le 31 décembre 1689 il résigne son office en faveur d'Antoine Forqueray. Comme sa trace disparaît ensuite, on suppose qu’il est mort peu après.

## Œuvres

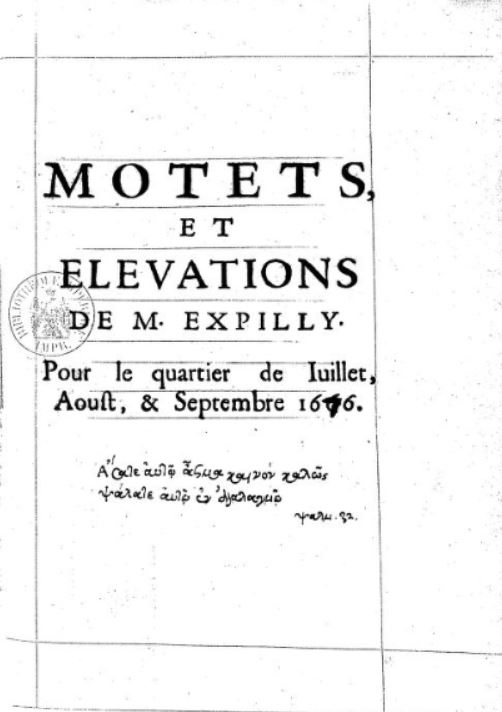
Page de titre du livret des Motets et élévations d'Expilly (1666). Paris BNF.

Expilly a écrit une quantité importante de musique religieuse, qui semble lui avoir valu quelque estime de ses contemporains, mais son œuvre est entièrement perdue. Le seul témoignage qu’il en reste est le livret imprimé pour le service de la Chapelle royale :
- Motets et élévations de M. Expilly. Pour le quartier de juillet, aoust et septembre 1666. [Paris, Robert III Ballard], 1666, in-4°[8]. Numérisé sur Gallica.

Ce livret contient les textes de 35 motets, dont 7 psaumes, 4 hymnes et 9 pièces de Pierre Perrin ; il contient également 8 élévations, dont un psaume et 3 textes de Perrin. Ce répertoire semble assez similaire, dans sa fonction, à celui que Henry Du Mont produisait à la même époque : des motets (probablement à grand chœur) pour les étapes du service divin et, pour les élévations, des pièces plus intimes à effectif réduit. Certains de ces textes avaient aussi été mis en musique par Thomas Gobert ou Henry Du Mont
Quatre textes de motets sont aussi mentionnées avec son nom dans le recueil manuscrit des œuvres de vers de Pierre Perrin.